# Чарне (Підляське воєводство)
Чарне (пол. Czarne) — село в Польщі, у гміні Філіпув Сувальського повіту Підляського воєводства.
Населення — 166 осіб (2011).
У 1975-1998 роках село належало до Сувальського воєводства.

## Демографія
Демографічна структура станом на 31 березня 2011 року:
|          | Загалом | Допрацездатний вік | Працездатний вік | Постпрацездатний вік |
| -------- | ------- | ------------------ | ---------------- | -------------------- |
| Чоловіки | 85      | 17                 | 59               | 9                    |
| Жінки    | 81      | 15                 | 42               | 24                   |
| Разом    | 166     | 32                 | 101              | 33                   |